# Huslia
Huslia es una ciudad ubicada en el Área censal de Yukón–Koyukuk en el estado estadounidense de Alaska. En el Censo de 2010 tenía una población de 275 habitantes y una densidad poblacional de 6,22 personas por km².

## Geografía
Huslia se encuentra en las coordenadas 65°41′55″N 156°23′59″O / 65.69861, -156.39972. Según la Oficina del Censo de los Estados Unidos, Huslia tiene una superficie total de 44.21 km², de la cual 42.55 km² corresponden a tierra firme y (3.75%) 1.66 km² es agua.

## Demografía
Según el censo de 2010, había 275 personas residiendo en Huslia. La densidad de población era de 6,22 hab./km². De los 275 habitantes, Huslia estaba compuesto por el 6.55% blancos, el 0% eran afroamericanos, el 92.36% eran amerindios, el 0% eran asiáticos, el 0% eran isleños del Pacífico, el 0% eran de otras razas y el 1.09% pertenecían a dos o más razas. Del total de la población el 0% eran hispanos o latinos de cualquier raza.

## Localidades adyacentes
El siguiente diagrama muestra a las localidades más próximas a Huslia.